# 늑골골절

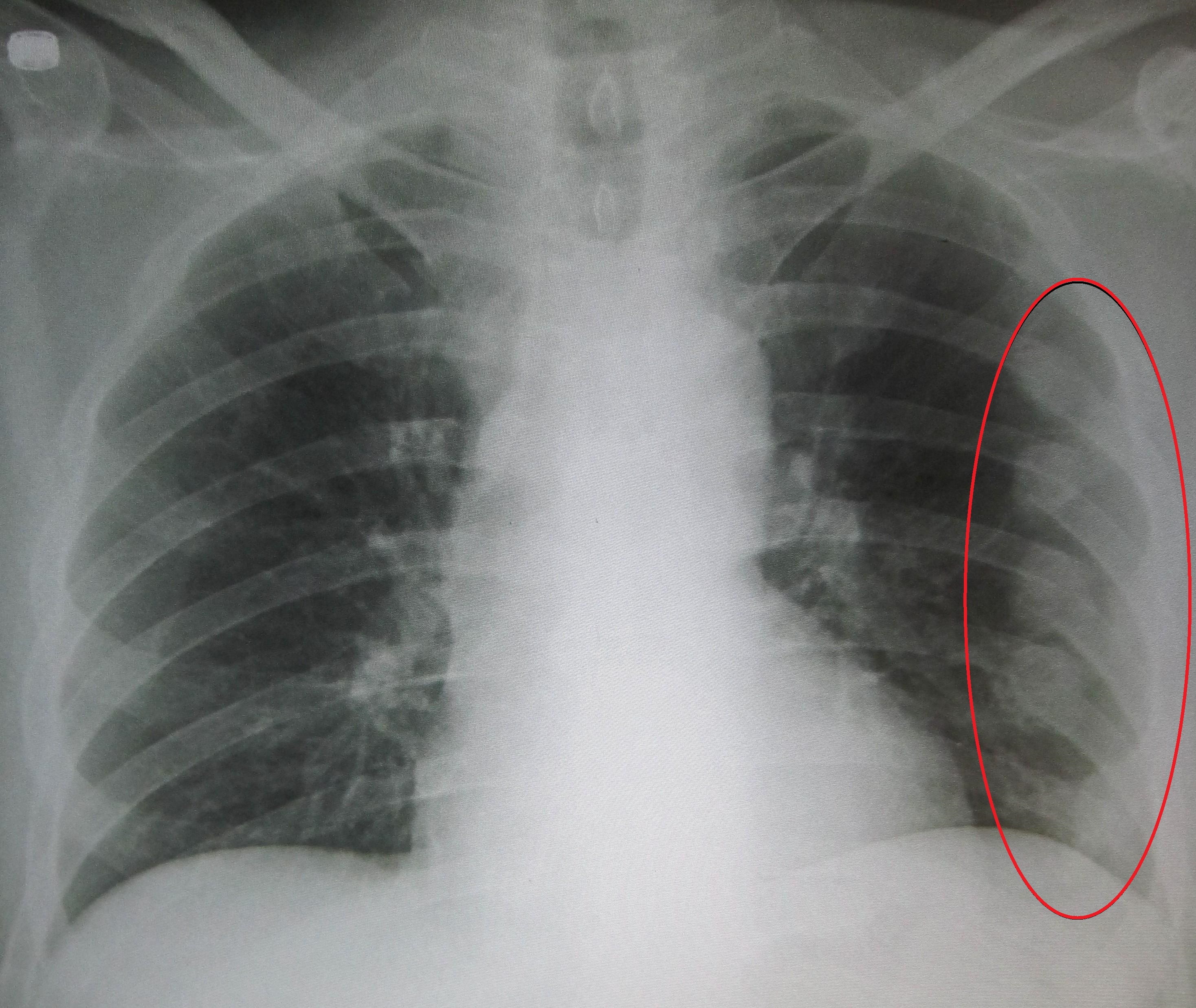

동요 가슴은 한 군데 이상에서 여러 인접한 흉곽이 부러지는 경우 초래될 수 있다. 동요 가슴에서는 흉벽의 분절이 나머지 흉벽으로부터 분리되어 숨을 쉴 때 나머지 흉벽과 반대 방향으로 움직인다. 호흡이 더 어려워지고 힘들어진다. 보통 동요 가슴을 유발할 정도로 강한 타격은 손상된 부위 아래의 폐에도 타박상을 입힌다( 폐 타박상).
- 흉곽 골절은 특히 숨을 깊게 쉴 때 심한 통증을 유발한다.
- 보통 흉부 X-레이를 찍는다.
- 진통제를 투여하고 폐 문제를 예방하기 위해 한 시간에 한 번 정도 기침하거나 숨을 깊게 쉬도록 요청한다.

(또한 흉부 손상에 대한 소개 참조)
흉곽 골절은 일반적으로 낙상, 차량 사고, 또는 야구 방망이에 맞는 것과 같은 강한 둔탁한 힘이 가해져 발생한다. 그러나 때로는 골다공증이 있는 고령자의 경우에는 약간의 힘(경미한 넘어짐 등)만 가해도 골절이 발생한다.
골절 자체는 심각한 경우가 드물지만, 골절을 유발한 힘이 가끔은 폐의 멍(폐 타박상)이나 폐허탈(기흉)과 같은 다른 문제를 유발한다. 흉곽 하부를 골절시키는 손상은 때로는 간( 간 손상)이나 비장( 비장 손상)도 손상시킨다. 부러진 흉곽이 많을 수록, 폐 또는 다른 장기가 손상을 입을 가능성도 높아진다.